# Scopocira vivida
Scopocira vivida är en spindelart som först beskrevs av Peckham, Peckham 1901.  Scopocira vivida ingår i släktet Scopocira och familjen hoppspindlar. Inga underarter finns listade i Catalogue of Life.